# Olympique Lyonnais 2002-2003
Questa voce raccoglie le informazioni riguardanti l'Olympique Lyonnais nelle competizioni ufficiali della stagione 2002-2003.

## Rosa
Squadra al termine della stagione
| N. |                     | Ruolo | Calciatore                |
| -- | ------------------- | ----- | ------------------------- |
| 1  | Francia (bandiera)  | P     | Grégory Coupet            |
| 2  | Francia (bandiera)  | D     | Eric Deflandre            |
| 3  | Brasile (bandiera)  | D     | Edmílson                  |
| 5  | Brasile (bandiera)  | D     | Cláudio Caçapa            |
| 6  | Francia (bandiera)  | C     | Philippe Violeau          |
| 7  | Mali (bandiera)     | C     | Mahamadou Diarra          |
| 8  | Brasile (bandiera)  | C     | Juninho Pernambucano      |
| 9  | Brasile (bandiera)  | A     | Sonny Anderson (capitano) |
| 10 | Francia (bandiera)  | C     | Eric Carrière             |
| 13 | Francia (bandiera)  | D     | Jérémie Bréchet           |
| 14 | Francia (bandiera)  | A     | Sidney Govou              |
| 15 | Belgio (bandiera)   | D     | Christophe Delmotte       |
| 18 | Francia (bandiera)  | A     | Péguy Luyindula           |
| 19 | Francia (bandiera)  | D     | Jean-Marc Chanelet        |
| 20 | Svizzera (bandiera) | D     | Patrick Müller            |
| 21 | Francia (bandiera)  | A     | Frédéric Née              |
| 23 | Francia (bandiera)  | C     | Florent Balmont           |

| N. |                    | Ruolo | Calciatore        |
| -- | ------------------ | ----- | ----------------- |
| 24 | Francia (bandiera) | C     | Vikash Dhorasoo   |
| 25 | Francia (bandiera) | P     | Rémy Vercoutre    |
| 27 | Francia (bandiera) | C     | Alexandre Hauw    |
| 29 | Francia (bandiera) | C     | Yohan Gomez       |
| 30 | Francia (bandiera) | P     | Nicolas Puydebois |
| 31 | Francia (bandiera) | D     | Romain Sartre     |
| 32 | Francia (bandiera) | C     | Bryan Bergougnoux |
| 34 | Francia (bandiera) | A     | Julien Viale      |
| 35 | Francia (bandiera) | P     | Steve Legalle     |
| 36 | Francia (bandiera) | D     | Alexis Genet      |
| 37 | Senegal (bandiera) | A     | Demba Touré       |
| 38 | Francia (bandiera) | D     | Jérémy Berthod    |
| 39 | Francia (bandiera) | A     | Kevin Jacmot      |
| 40 | Marocco (bandiera) | D     | Jamal Alioui      |
| 41 | Francia (bandiera) | D     | Johan Truchet     |
| 42 | Francia (bandiera) | D     | Gaël Genevier     |

## Risultati

### Ligue 1
| Guingamp 2 agosto 2002, ore 20:45 CEST (UTC+2) 1ª giornata | Guingamp | 3 – 3 referto | Olympique Lione | Stade de Roudourou |

| Lione 10 agosto 2002, ore 20:00 CEST (UTC+2) 2ª giornata | Olympique Lione | 6 – 1 referto | Sedan | Stade de Gerland |

| Marsiglia 16 agosto 2002, ore 20:45 CEST (UTC+2) 3ª giornata | Olympique Marsiglia | 1 – 1 referto | Olympique Lione | Stade Vélodrome |

| Lione 24 agosto 2002, ore 20:00 CEST (UTC+2) 4ª giornata | Olympique Lione | 4 – 1 referto | Bastia | Stade de Gerland |

| Montbéliard 31 agosto 2002, ore 20:00 CEST (UTC+2) 5ª giornata | Sochaux | 2 – 1 referto | Olympique Lione | Stade Auguste Bonal |

| Lione 10 settembre 2002, ore 20:45 CEST (UTC+2) 6ª giornata | Olympique Lione | 1 – 0 referto | Lens | Stade de Gerland |

| Nantes 14 settembre 2002, ore 20:00 CEST (UTC+2) 7ª giornata | Nantes-Atlantique | 1 – 0 referto | Olympique Lione | Stade de la Beaujoire |

| Lione 21 settembre 2002, ore 17:15 CEST (UTC+2) 8ª giornata | Olympique Lione | 1 – 3 referto | Monaco | Stade de Gerland |

| Troyes 28 settembre 2002, ore 20:00 CET (UTC+1) 9ª giornata | Troyes | 1 – 1 referto | Olympique Lione | Stade de l'Aube |

| Rennes 5 ottobre 2002, ore 20:00 CEST (UTC+2) 10ª giornata | Rennes | 0 – 1 referto | Olympique Lione | Stade de la Route de Lorient |

| Lione 19 ottobre 2002, ore 17:15 CEST (UTC+2) 11ª giornata | Olympique Lione | 3 – 0 referto | Auxerre | Stade de Gerland |

| Ajaccio 26 ottobre 2002, ore 20:00 CEST (UTC+2) 12ª giornata | Ajaccio | 0 – 1 referto | Olympique Lione | Stade François Coty |

| Lione 2 novembre 2002, ore 17:15 CET (UTC+1) 13ª giornata | Olympique Lione | 2 – 2 referto | Nizza | Stade de Gerland |

| Le Havre 7 novembre 2002, ore 20:00 CEST (UTC+2) 14ª giornata | Le Havre | 1 – 2 referto | Olympique Lione | Stade Jules Deschaseaux |

| Lione 16 novembre 2002, ore 20:00 CET (UTC+1) 15ª giornata | Olympique Lione | 4 – 2 referto | Bordeaux | Stade de Gerland |

| Lilla 23 novembre 2002, ore 20:00 CET (UTC+1) 16ª giornata | Lilla | 2 – 1 referto | Olympique Lione | Stade Grimonprez-Jooris |

| Lione 1 dicembre 2002, ore 18:00 CET (UTC+1) 17ª giornata | Olympique Lione | 2 – 1 referto | Strasburgo | Stade de Gerland |

| Parigi 4 dicembre 2002, ore 18:30 CET (UTC+1) 18ª giornata | Paris Saint-Germain | 2 – 0 referto | Olympique Lione | Parc des Princes |

| Lione 15 dicembre 2002, ore 20:00 CET (UTC+1) 19ª giornata | Olympique Lione | 1 – 1 referto | Montpellier | Stade de Gerland |

| Sedan 20 dicembre 2002, ore 20:30 CET (UTC+1) 20ª giornata | Sedan | 1 – 1 referto | Olympique Lione | Stade Louis Dugauguez |

| Lione 10 gennaio 2003, ore 20:45 CET (UTC+1) 21ª giornata | Olympique Lione | 1 – 0 referto | Olympique Marsiglia | Stade de Gerland |

| Furiani 15 gennaio 2003, ore 20:30 CET (UTC+1) 22ª giornata | Bastia | 2 – 0 referto | Olympique Lione | Stade Armand Cesari |

| Lione 22 gennaio 2003, ore 18:00 CET (UTC+1) 23ª giornata | Olympique Lione | 4 – 1 referto | Sochaux | Stade de Gerland |

| Lens 29 gennaio 2003, ore 20:30 CET (UTC+1) 24ª giornata | Lens | 2 – 2 referto | Olympique Lione | Stade Félix-Bollaert |

| Lione 1 febbraio 2003, ore 20:00 CET (UTC+1) 25ª giornata | Olympique Lione | 0 – 0 referto | Nantes-Atlantique | Stade de Gerland |

| Monaco 4 febbraio 2003, ore 20:45 CET (UTC+1) 26ª giornata | Monaco | 2 – 0 referto | Olympique Lione | Stade Louis II |

| Lione 8 febbraio 2003, ore 20:00 CET (UTC+1) 27ª giornata | Olympique Lione | 0 – 0 referto | Troyes | Stade de Gerland |

| Lione 22 febbraio 2003, ore 20:00 CET (UTC+1) 28ª giornata | Olympique Lione | 4 – 1 referto | Rennes | Stade de Gerland |

| Auxerre 2 marzo 2003, ore 20:45 CET (UTC+1) 29ª giornata | Auxerre | 1 – 2 referto | Olympique Lione | Stade de l'Abbé-Deschamps |

| Lione 8 marzo 2003, ore 20:00 CET (UTC+1) 30ª giornata | Olympique Lione | 3 – 1 referto | Ajaccio | Stade de Gerland |

| Nizza 23 marzo 2003, ore 20:45 CET (UTC+1) 31ª giornata | Nizza | 0 – 1 referto | Olympique Lione | Stade du Ray |

| Lione 5 aprile 2003, ore 17:15 CEST (UTC+2) 32ª giornata | Olympique Lione | 2 – 1 referto | Le Havre | Stade de Gerland |

| Bordeaux 11 aprile 2003, ore 20:45 CET (UTC+1) 33ª giornata | Bordeaux | 0 – 1 referto | Olympique Lione | Stade Chaban-Delmas |

| Lione 19 aprile 2003, ore 20:00 CEST (UTC+2) 34ª giornata | Olympique Lione | 0 – 0 referto | Lilla | Stade de Gerland |

| Strasburgo 3 maggio 2003, ore 20:00 CET (UTC+1) 35ª giornata                         | Strasburgo | 0 – 4 referto                                      | Olympique Lione | Stade de la Meinau |
| \| \| \| \| \| \| Marcatori \| 4’ Anderson 59’ Carrière 64’ Luyindula 78’ Violeau \| |            |                                                    |                 |                    |
|                                                                                      |            |                                                    |                 |                    |
|                                                                                      | Marcatori  | 4’ Anderson 59’ Carrière 64’ Luyindula 78’ Violeau |                 |                    |

| Arbitro: | Laurent Duhamel |

|              |           |  |
| Anderson 25’ | Marcatori |  |

| Montpellier 20 maggio 2003, ore 20:30 CET (UTC+1) 37ª giornata | Montpellier | 1 – 1 referto | Olympique Lione | Stade de la Mosson |

| Lione 24 maggio 2003, ore 20:30 CEST (UTC+2) 38ª giornata | Olympique Lione | 1 – 4 referto | Guingamp | Stade de Gerland |

### Coppa di Francia
| Trentaduesimi di finale | FC Libourne | 1 – 0 | Olympique Lione |  |

### Coupe de la Ligue
| Secondo turno | Olympique Lione | 2 – 0 | Bastia |  |

| Ottavi di finale                             | Sochaux              | 3 – 3 (d.t.s.) | Olympique Lione |  |
| \| \| \| \| \| \| Tiri di rigore 5 – 3 \| \| |                      |                |                 |  |
|                                              |                      |                |                 |  |
|                                              | Tiri di rigore 5 – 3 |                |                 |  |

### UEFA Champions League
| Arbitro: | Mike Riley |

|                      |           |              |
| Ibrahimović 11’, 34’ | Marcatori | 84’ Anderson |

| Arbitro: | Franz-Xaver Wack |

|                                                           |           |  |
| Carrière 6’ Vairelles 26’, 45’ Anderson 34’ Luyindula 75’ | Marcatori |  |

| Arbitro: | Manuel Mejuto González |

|               |           |                        |
| Cannavaro 73’ | Marcatori | 21’ Govou 60’ Anderson |

| Arbitro: | Kim Milton Nielsen |

|                                |           |                                   |
| Anderson 21’, 75’ Carrière 44’ | Marcatori | 31’ (aut.) Caçapa 56’, 66’ Crespo |

| Arbitro: | Kyros Vassaras |

|  |           |                                |
|  | Marcatori | 7’ Pienaar 90+3’ Van der Vaart |

| Arbitro: | Hugh Dallas |

|               |           |           |
| Brattbakk 69’ | Marcatori | 84’ Govou |

### Trophée des Champions
| Arbitro: | Bruno Coué |

|                                               |           |          |
| Govou 8’, 25’, 74’ Dhorasoo 40’ Luyindula 79’ | Marcatori | 27’ Loko |